# Tesla Roadster Ілона Маска
Tesla Roadster Ілона Маска — це електромобіль Tesla Roadster першого покоління кольору «опівнічної вишні». Належить бізнесмену Ілонові Маску й була обрана ним для запуску у космос як макет корисного вантажу під час Тестового польоту ракети Falcon Heavy. Запуск відбувся 6 лютого 2018 року. І електромобіль, і ракета-носій випускаються компаніями, заснованими Ілоном Маском — Tesla Inc. і SpaceX відповідно. Roadster Маска — це перше споживче авто, відправлене до космосу; попередньо бізнесмен використовував його, щоб їздити на роботу до Лос-Анджелеса.
Після підйому на навколоземну орбіту авто, прикріплене до другого ступеня ракети, було відправлене на геліоцентричну орбіту з афелієм, тобто найбільшою відстанню від Сонця, у 1,6639 а. о. та перигелієм у 0,98614 а.о. Протягом мандрівки Tesla перетинатиме орбіту Марса, але про вихід на навколомарсову орбіту не повідомлялося. 8 жовтня 2020 року автівка наблизилася до червоної планети на відносно близьку відстань у 0.05 а. о., але це у 19 разів далі, ніж Місяць від Землі.

## Історія

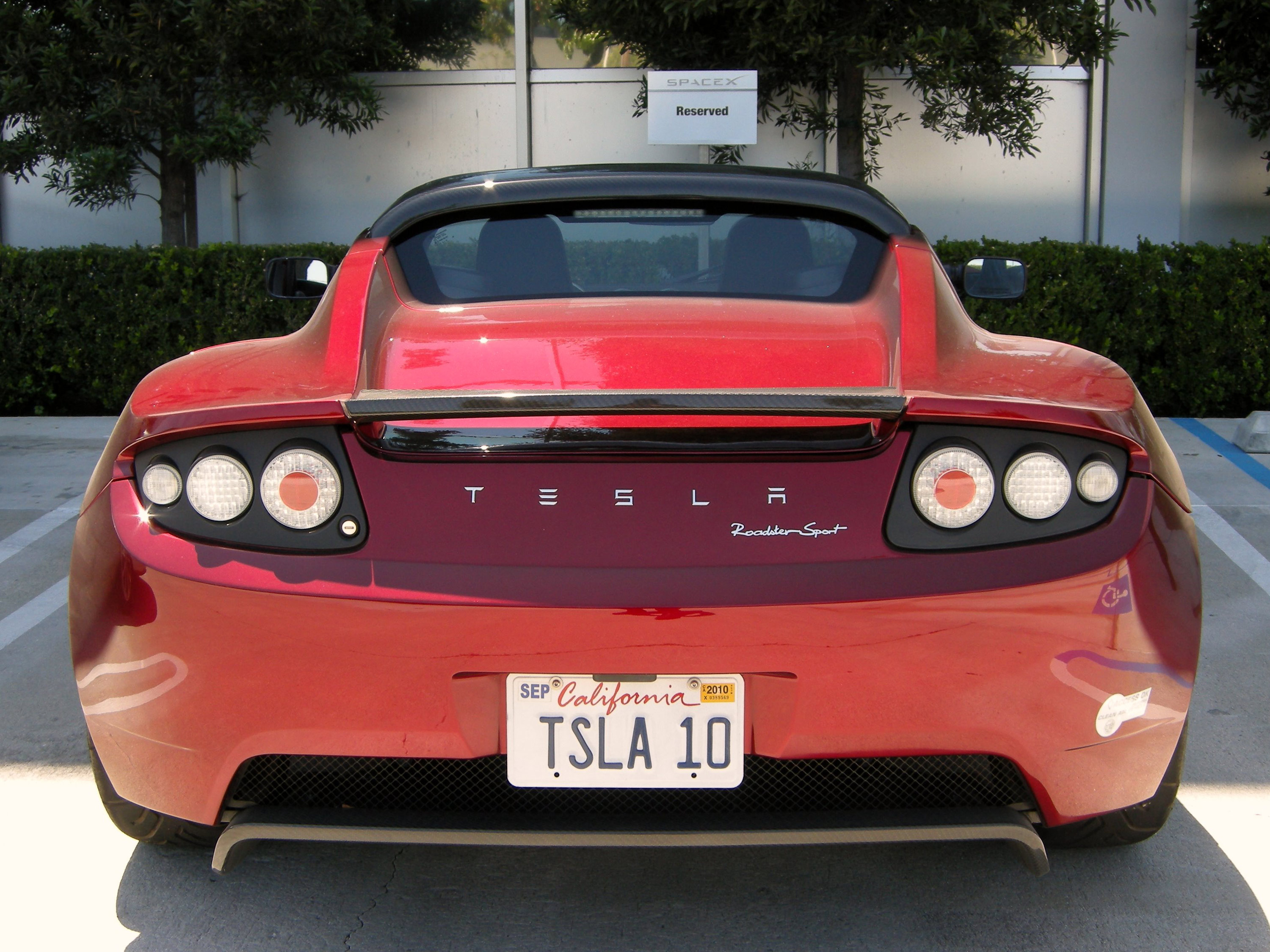
Roadster Маска на Землі

Здійснюючи тестовий політ найпотужнішої у світі на цей момент ракети, Ілон Маск, відомий проведенням оригінальних рекламних кампаній, для підтвердження здатності Falcon Heavy відправляти на орбіту Марса космічні апарати, вирішив як макет КВ відправити у космос не бетонний чи металевий блок, як роблять зазвичай, а свою власну Tesla Roadster. Хоча в SpaceX зізнавалися, що пропонували НАСА запустити якийсь із їхніх експериментальних вантажів із дослідницькою місією, але отримали відмову. Очевидно, через страх втратити багатомільйонне обладнання, якщо ракета вибухне. Сам Маск зізнавався, що також боїться вибуху й буде радий, якщо хоча б стартовий майданчик не дуже пошкодиться.
Перші фото Tesla, встановленої на адаптері для КВ, Маск опублікував 22 грудня 2017 року. Авто виставлене під кутом з урахуванням правильного розподілення маси. Згодом виявилося, що за кермом авто сидітиме манекен «Starman», названий так на честь однойменної пісні Девіда Бові. Водій-астронавт буде одягнений у скафандр, розроблений SpaceX, для перевірки його надійності.
Також в авто знаходитиметься іграшкова машинка Hot Wheels: зменшена копія Roadster, а на її водійському сидінні — маленький Starman. У бардачку лежатиме книга Дугласа Адамса «Автостопом по галактиці», а також рушник, пов'язаний з нею. На панелі приладів буде написано «Не панікуй!» — порада, що дається у вищезазначеній книзі. Також у бардачку буде лазерний оптичний кварцевий накопичувач ємністю 360 терабайт із копією циклу творів «Фундація» Айзека Азімова лише на трьох мегабайтах. На адаптері КВ зазначені імена співробітників, що працювали над проєктом, а на одній із мікросхем авто нанесено напис «Зроблено на Землі людьми».

## Запуск
Ліцензія для польоту була отримана 2 лютого 2018 року, а сам довгоочікуваний запуск відбувся 6 лютого 2018 року о 20:45 UTC із КЦ ім. Кеннеді, LC-39. Через 3 хвилини 49 с після старту відділився обтікач корисного вантажу, а через 28 хвилин 52 с після другого вимкнення двигуна другого ступеню ракети авто разом зі ступенем опинилося на навколоземній орбіті з параметрами 180х6'950 кілометрів і п'ять годин перебувало на ній.

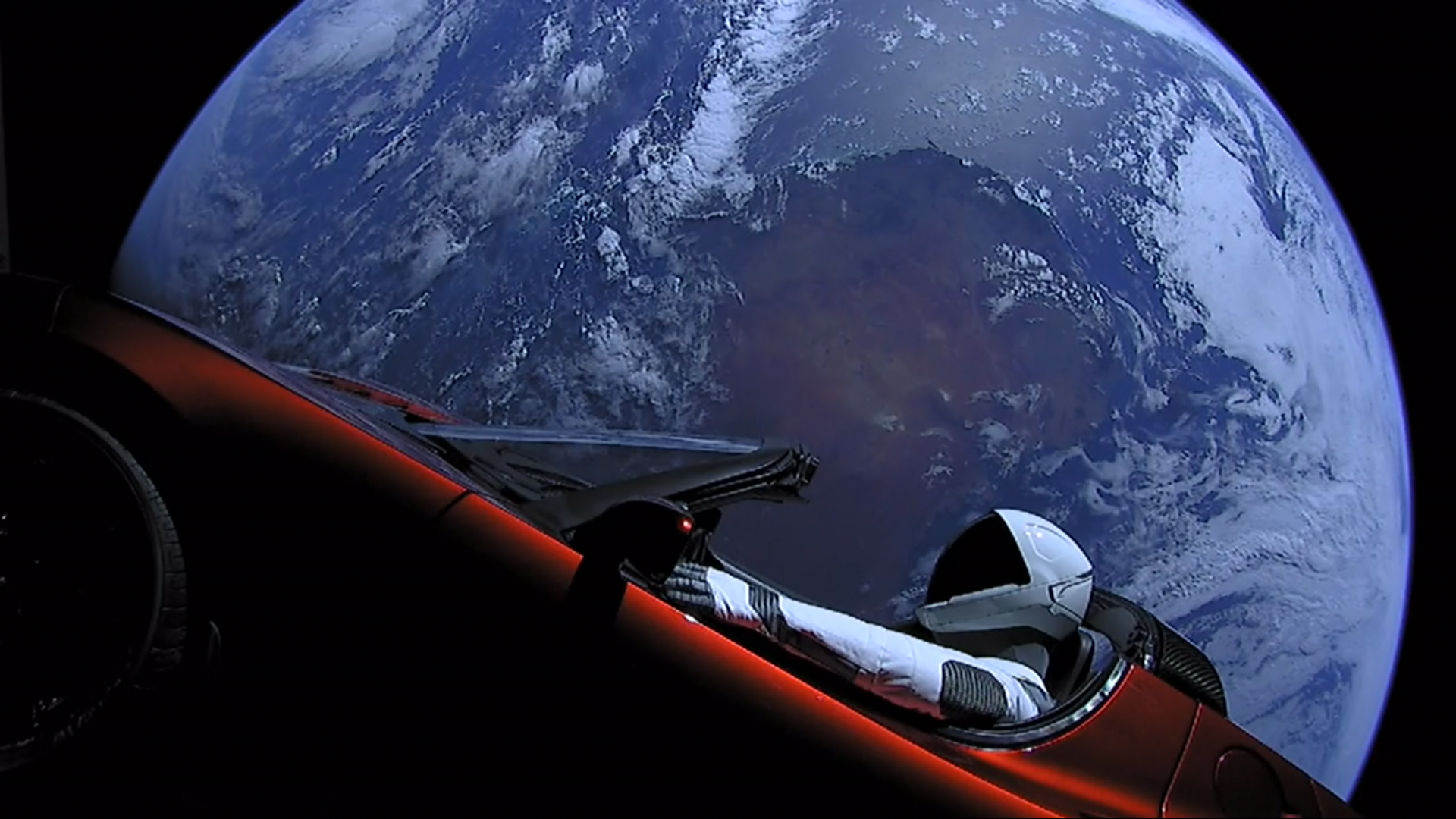
Starman «кермує» Roadster

Таким чином підтверджувалася спроможність ракети працювати на високій орбіті, попри вплив радіаційних поясів. Також відбувалися заміри рівня випромінювання, що впливатиме на астронавтів. Потім втретє спрацював двигун другого ступеню, і вони з авто лягли на еліптичну геліоцентричну орбіту.
Протягом польоту SpaceX здійснювала пряму трансляцію у YouTube із трьох камер, встановлених в авто, та із бокових камер на кронштейнах. І хоча Маск повідомив, що заряду акумуляторної батареї повинно вистачити на 12 годин, стрим припинився через 4,5 години. А ще Ілон Маск зазначив, що під час польоту аудіосистема машини програвала пісню «Space Oddity» Девіда Бові (хоча, звісно, її неможливо було почути, бо звук у космосі майже не розповсюджується).
В автомобілі був цифровий диск Eternal 5D, на якому записано книги Айзека Азімова.

## Орбіта

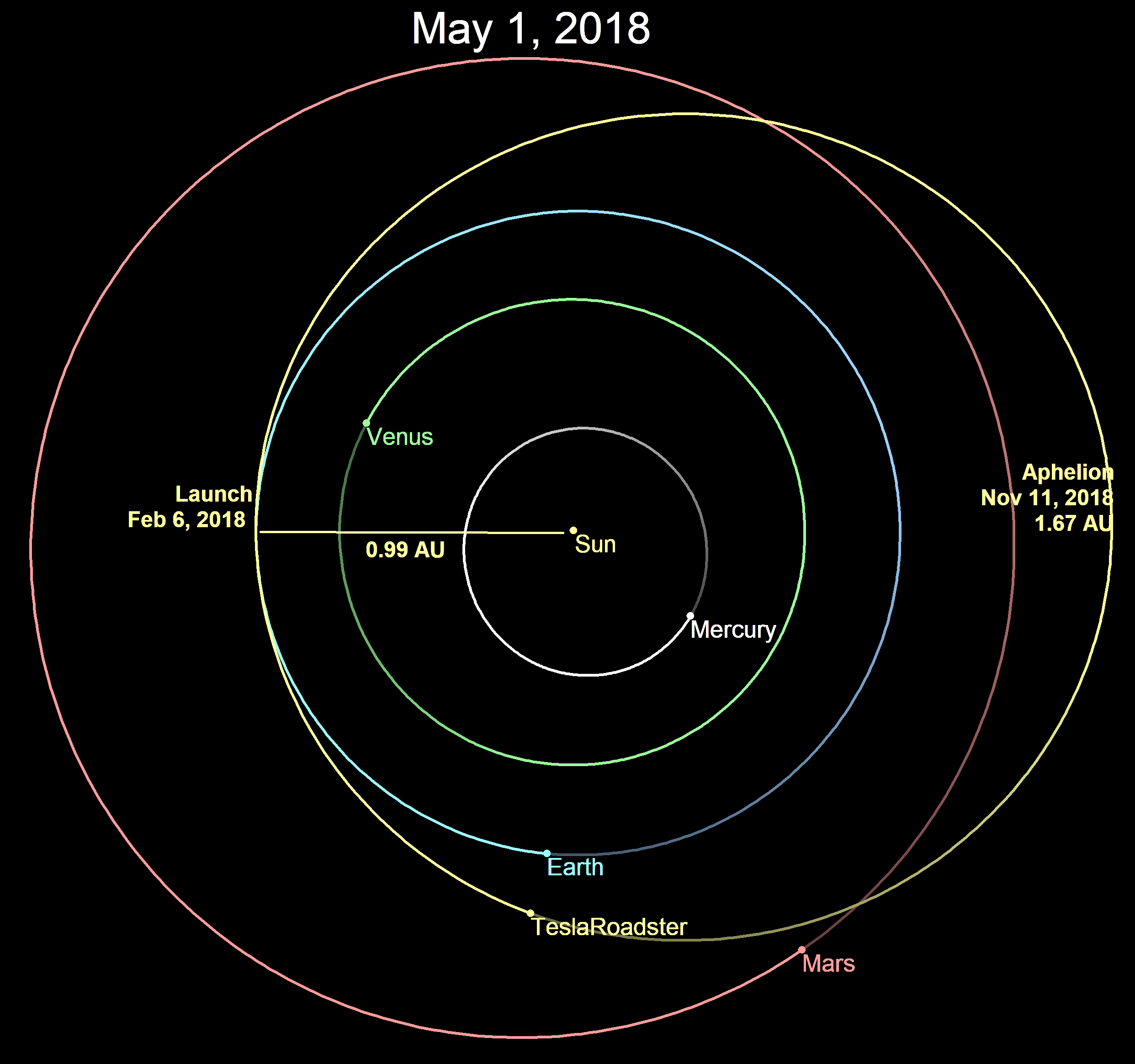
Траєкторія руху Tesla Roadster з афелієм 1,66 а. о. (неофіційна версія).

Третім увімкненням двигуна Tesla Roadster із другим ступенем ракети отримали пришвидшення більше запланованого, тому їхня ГЦО у афелії стала рівна 1,6639 а. о., а у перигелії — 0,98614 а. о. Машина рухається від Землі зі швидкістю 12 908 км/год. Її максимальна швидкість у перигелії може наблизитися до 121 600 км/год.
Після успішного запуску космічному апарату було присвоєно номер за супутниковим каталогом 43205 з описом «Tesla Roadster/Falcon SH» із номером польоту NSSDC ID 2018-017A.
Через два дні після запуску видима зоряна величина Tesla склала 15,5 (приблизно, як Харон, супутник Плутона). Також вчені визначили, що період обертання Tesla навколо своєї осі становить 4,7589 ± 0,0060 хвилини.

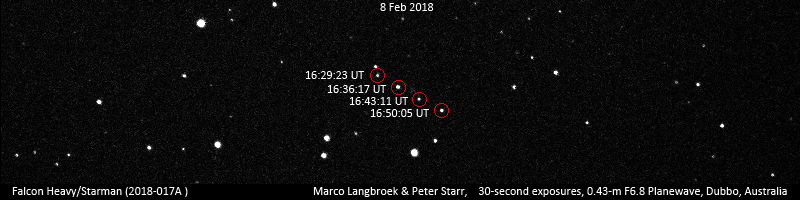
Roadster, сфотографований 0,43 м телескопом в Австралії 8 лютого 2018 року на відстані 550 тис. км від Землі.

Базуючись на оптичних спостереженнях, виконаних роботизованим телескопом в обсерваторії Warrumbungle, що встановлений у Даббо, Австралія, і уточнення орбіти авто, його близьке наближення до Землі (попередньо прогнозоване деякими експертами на 2073 рік) не передбачається. 2020 року Tesla наблизиться до Марса на відстань 6,9 млн км, але цього недостатньо, щоб суттєво потрапити під його гравітаційний вплив.
Існує сайт фаната, де щосекунди змінюються дані щодо місцеположення Tesla відносно Землі, Марса, її швидкість тощо. Також є анімація, на якій можна побачити, де буде авто у певну дату, та траєкторію його руху від початку запуску.

## Можливе майбутнє Tesla
Хоча Маск стверджував, що його авто зможе літати у космосі, можливо, мільярди років, але William Carroll з Університету Індіани передбачає, що Roadster буде постійно потерпати від впливу сонячної радіації, космічних променів та мікрометеороїдів. Будь-який органічний матеріал руйнується через вплив випромінювання. Шини, пластик, фарба і шкіра можуть протриматися близько року. Деталі із вуглецевого волокна прослужать значно довше. Найдовше протримаються алюмінієва рама, інертні метали та скло, непошкоджені астероїдами.
Були проведені розрахунки, засновані на 240 симуляціях із заданим періодом часу від 10 лютого 2018 року і до 1 млн років уперед. У них стверджується, що можливість зіткнення Tesla із Землею складає приблизно 6 %, а із Венерою — 2,5 %. З такою ж імовірністю в нашу планету може врізатися будь-який навколоземний об'єкт.

## Галерея

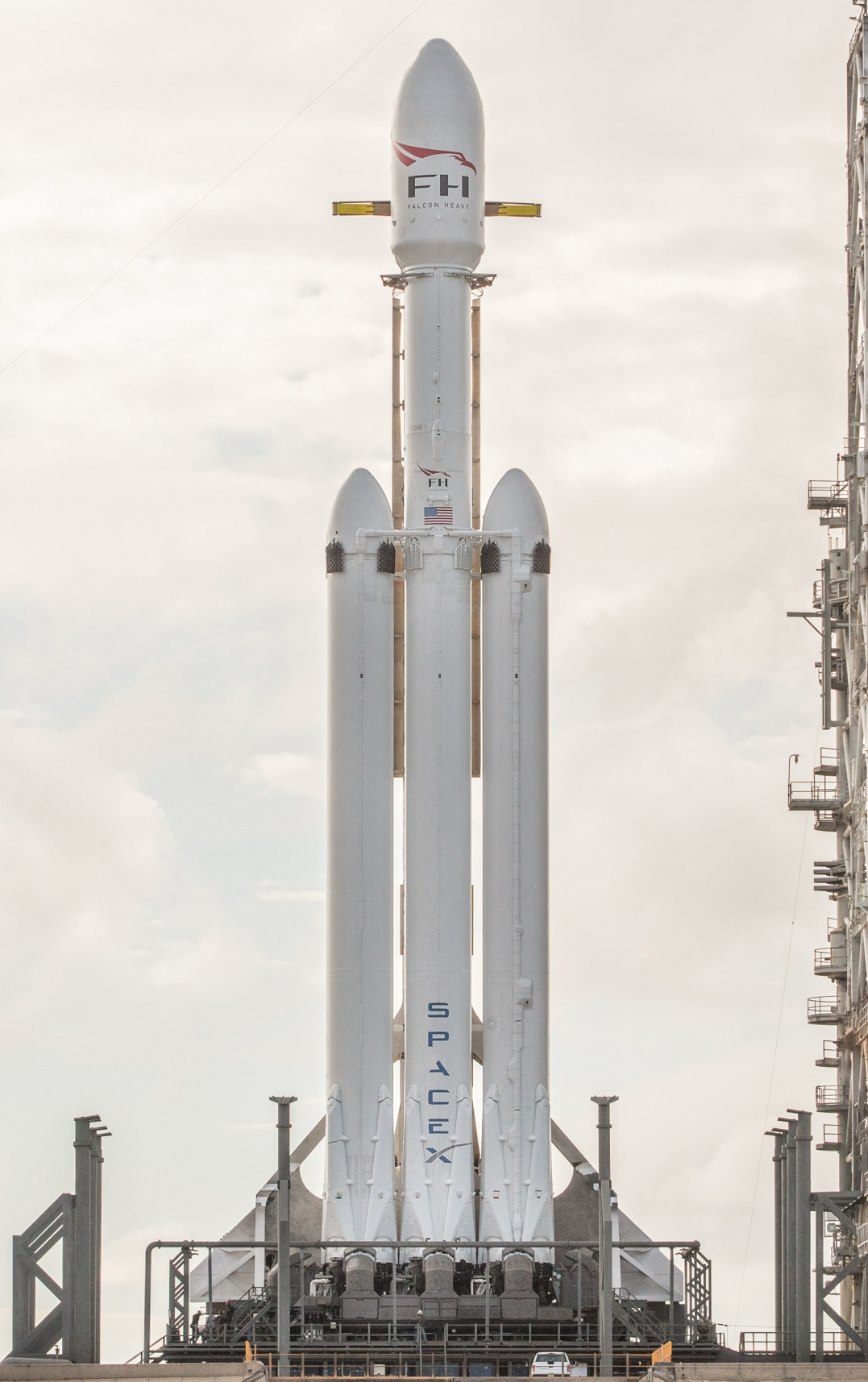
Ракета-носій на стартовому майданчику
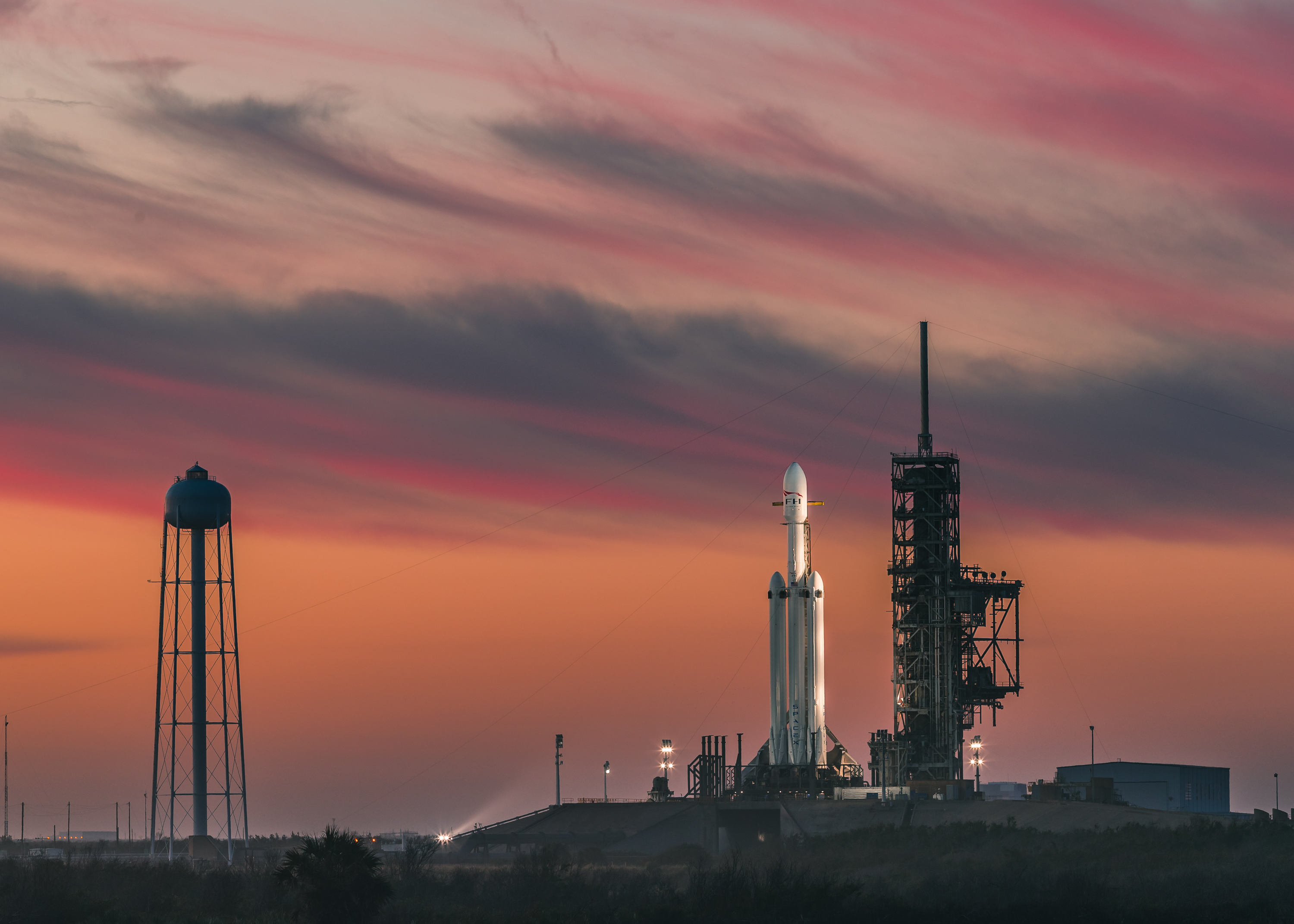
Зранку перед стартом
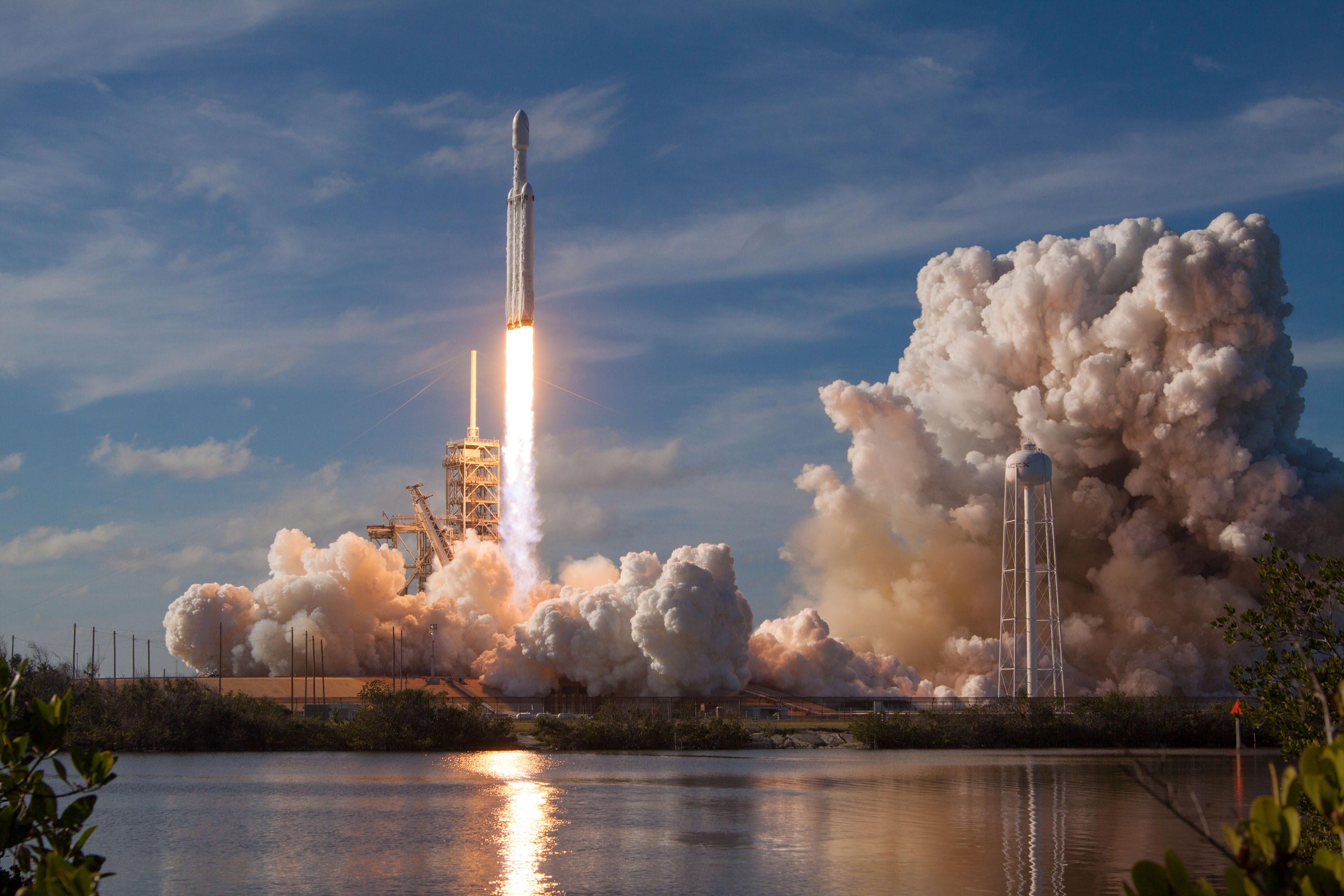
Старт Falcon Heavy із Tesla Roadster
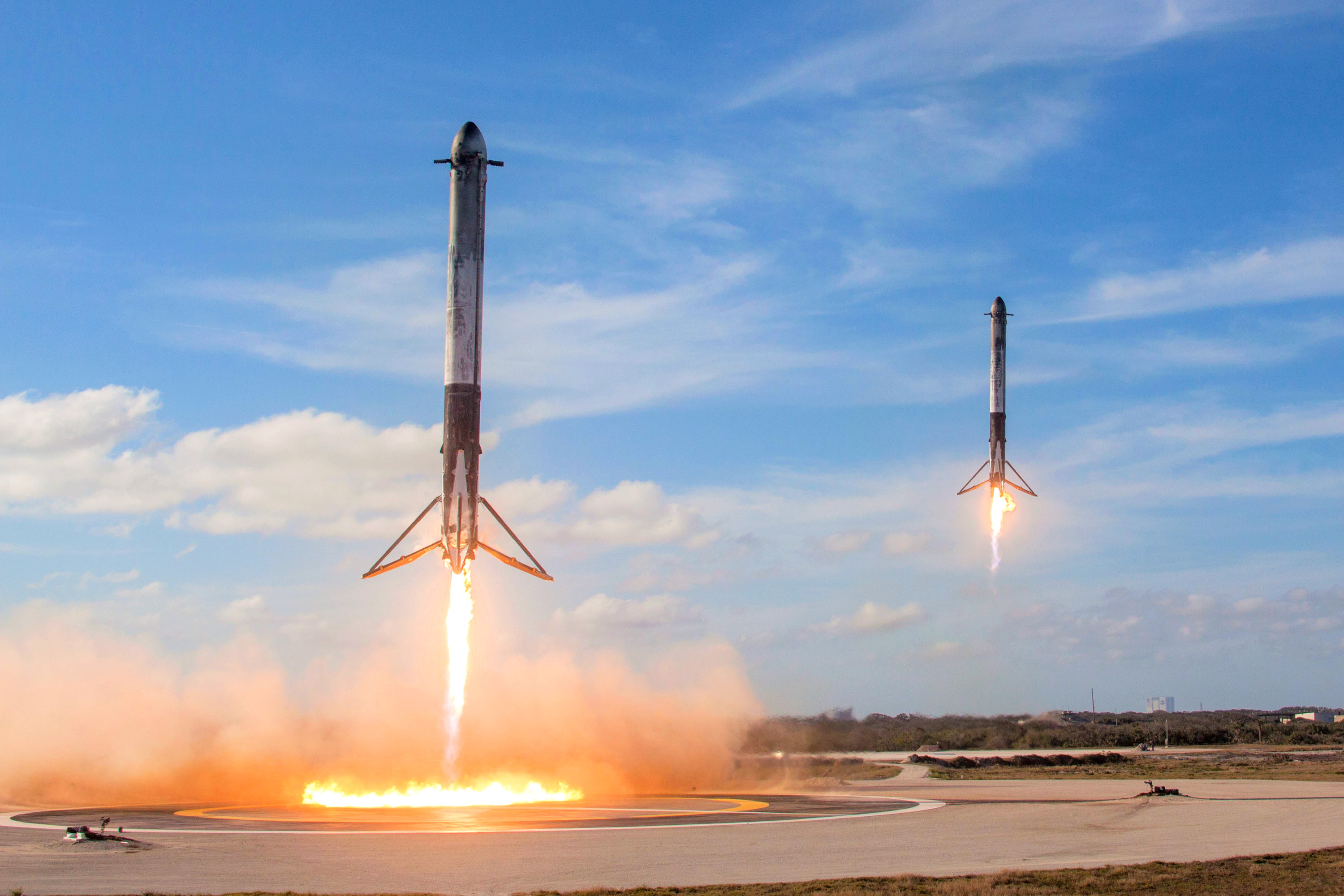
Синхронне приземлення двох прискорювачів
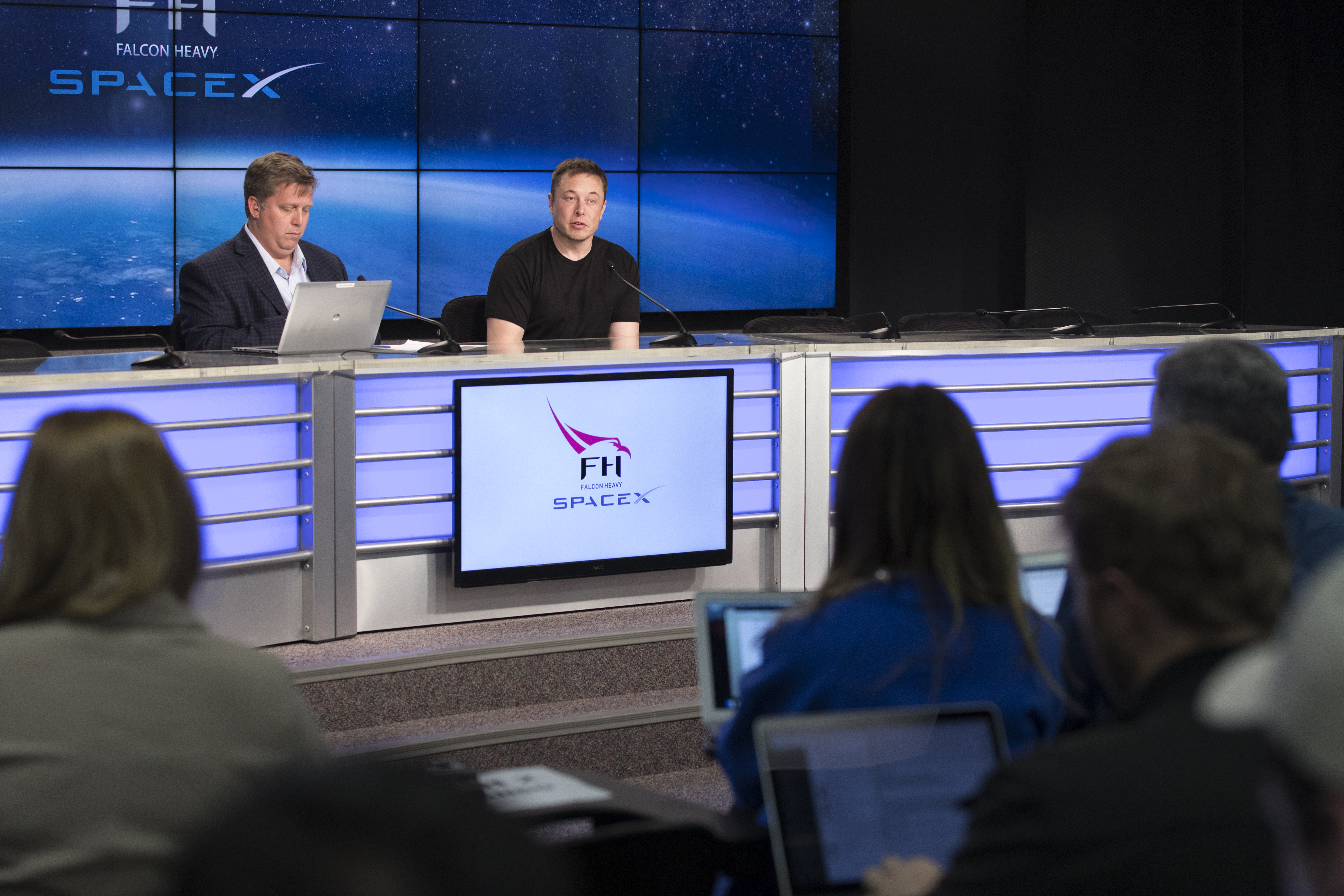
Ілон Маск на прес-конференції після запуску Falcon Heavy

|                                               |
| Вид з камери спереду, на орбіті навколо Землі |

|                                                  |
| Вид з камери за кріслом, на орбіті навколо Землі |

## Реакція світу
Перший політ Falcon Heavy, а також такий її незвичайний вантаж отримали широке освітлення у медіа всього світу та бурхливу реакцію у відповідь. І хоча деякі відгуки були не надто схвальними (Маска звинувачували в забрудненні космосу сміттям та виконанні «трюків», а не наукових досліджень), більшість членів космічної спільноти, а також звичайні глядачі були у захваті.
Із вдалим запуском Ілона Маска та SpaceX привітали президент США Дональд Трамп, віцепрезидент Майк Пенс, а також конкуренти Tory Bruno з United Launch Alliance та Джефф Безос із Blue Origin. А генерал Джон Вільям Реймонд із Космічного командування Повітряних сил США заявив, що Starman може отримати у них роботу в разі повернення його на Землю.
У Планетарному товаристві стурбовані можливістю міжпланетного забруднення позаземних об'єктів через відправлення у космос нестерильного вантажу.
У Business Insider вважають, що Маск зробив найкращу рекламу своїй компанії Tesla Inc., не витративши при цьому додатково ні цента. The Verge називають Roadster витвором мистецтва, зробленим за принципом Ready-made, на кшталт «Фонтану» Марселя Дюшана.
Компанія Škoda Auto зняла пародійне відео, на якому їхнє авто Škoda Superb прямує до Марса (селища у центрі Франції). Кермує нею особа, схожа на Starman.

### В Україні
У січні 2019 українці заїхали до села Марс (Новгород-Сіверський район), Чернігівська область, на Tesla Model S, сфотографували авто на фоні назви села і затегали Ілона Маска, пожартувавши, що вони випередили його і перші опинилися на Марсі. Маску фото сподобалося, адже він, хоч і запустив свого родстера Тесла у напрямку червоної планети, але автомобіль так туди і не потрапив.